# Clam, Charente-Maritime

Clam este o comună în departamentul Charente-Maritime, Franța. În 1 ianuarie 2022 avea o populație de 405 de locuitori.